# Nyctografia
La nyctografia è un sistema di scrittura basato su un cifrario a sostituzione, ideato da Lewis Carroll (autore de Le avventure di Alice nel Paese delle Meraviglie) per riuscire a scrivere al buio.
Il nome del sistema deriva dal nyctografo (nyctograph in inglese), una piccola griglia di legno rettangolare i cui incavi quadrati della griglia servivano da guida per un particolare alfabeto (sempre inventato da Carroll) costituito da punti e linee piuttosto semplici che sfruttavano gli angoli degli intagli.

## Storia
Spesso Lewis Carroll si svegliava di notte con alcuni pensieri e idee che voleva annotare. All'epoca era però un procedimento troppo lungo e laborioso accendere la propria lampada ad olio per poi rispegnerla dopo pochi minuti.
Per questo motivo dapprima Carroll decise di utilizzare la griglia come guida per le lettere dell'alfabeto inglese, ma le lettere risultavano ugualmente illeggibili. L'autore pensò allora di ideare anche un alfabeto quadrato, composto da soli punti e linee.
Questa nuova invenzione venne inizialmente chiamata typhlograph, ma dopo il suggerimento di un alunno del fratello, Carroll cambiò il nome nell'attuale nyctograph.
La versione finale del nyctograph venne registrata sul giornale di Carroll il 24 settembre 1891.

## Riferimenti nella cultura di massa
- Questo cifrario è stato utilizzato nella serie d'animazione Miraculous Ladybug, come alfabeto nel Grimorio.